# قماش محبوك

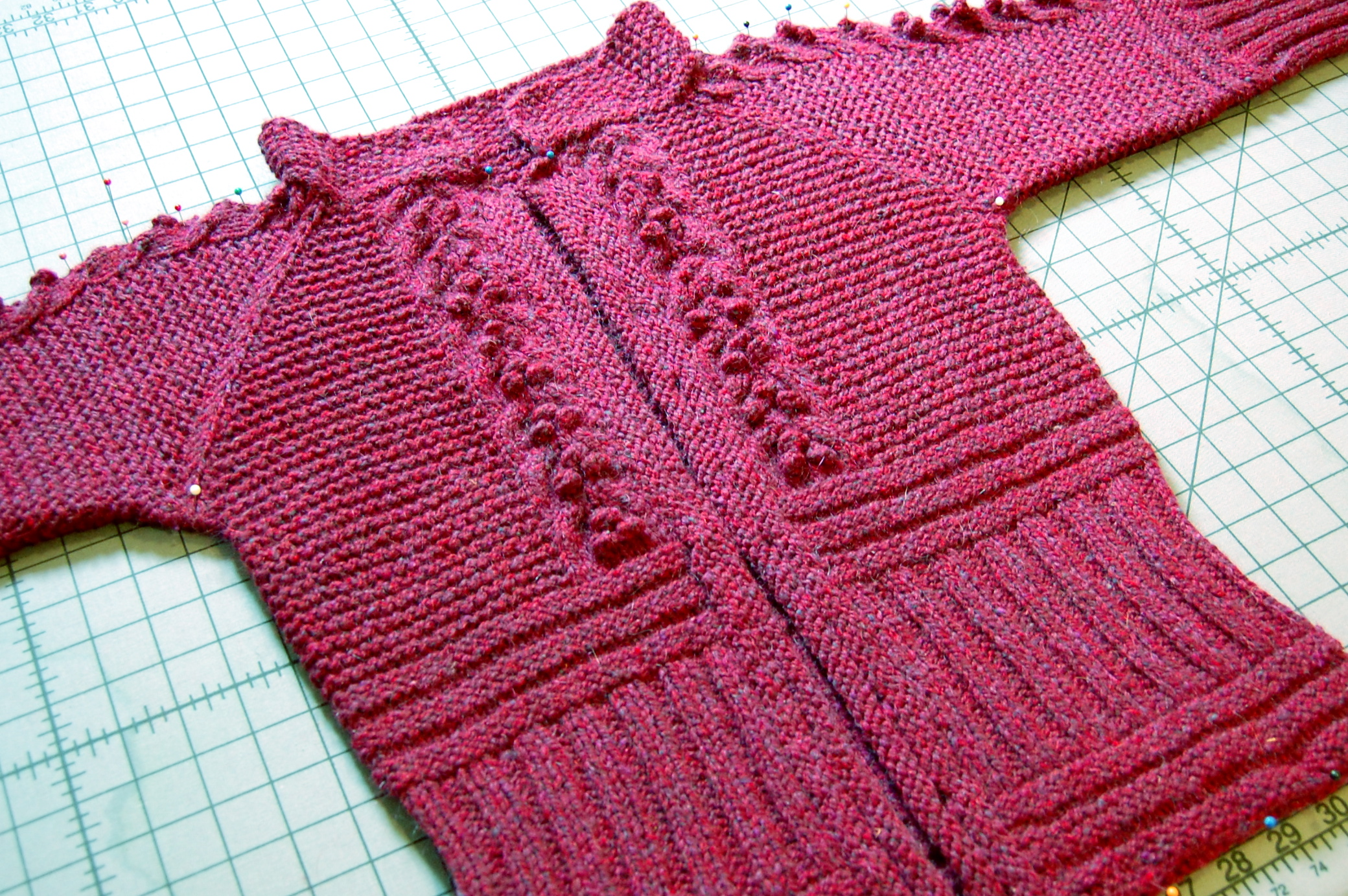
كنزة مصنوعة من القماش المحبوك.

القماش المحبوك هو نسيج ينتج عن عملية الحبك. تتميز خصائصه عن القماش المنسوج من حيث أنه أكثر مرونة ويمكن تقسيمه بسهولة إلى قطع أصغر، مما يجعله مثالياً للجوارب والقبعات.
هناك نوعان أساسيان من القماش المحبوك: قماش محبوك اللحمة وقماش محبوك السداة. الأقمشة محبوكة السداة مثل التريكو والميلانيز مقاومة للانزلاق، وعادة ما تستخدم في صناعة الملابس الداخلية النسوية.